# Borderouge (metropolitana di Tolosa)
Borderouge è una stazione della metropolitana di Tolosa, nonché capolinea della linea B, inaugurata il 30 giugno 2007. È dotata di una banchina a 10 porte e non può accogliere treni composti da più di due vetture.

## Architettura
Gli architetti della stazione sono Christian Gout e François Renier. L'opera d'arte all'interno è stata realizzata da Alain Josseau e rappresenta una deformazione delle parole ici (qui) e là (là). Alcuni pezzi di acciaio retroilluminato traspongono il sonogramma delle parole.

## Servizi
La stazione dispone di:
- Biglietteria automatica
- Scale mobili